# Al Said
Die Al Said ist eine private Megayacht. Sie ist mit einer Länge von 155 Metern die derzeit (Stand: 2023) siebtlängste Yacht der Welt. Der Stapellauf des unter dem Projektnamen „Sunflower“ auf der deutschen Werft Lürssen gebauten Schiffes erfolgte 2007, die Übergabe 2008. Eigner ist das Sultanat Oman, von dem das Schiff Sultan Qabus ibn Said als königliche Yacht zur Verfügung gestellt wurde.
Sie übernahm den Namen von der früheren, 1981 gebauten Yacht Al Said (IMO 7908433) des Sultans, die zeitgleich in Loaloat Al Behar umbenannt und an Omans Tourismusministerium übereignet wurde.

## Ausstattung
Die Yacht wird von zwei jeweils 8.200 kW leistenden MTU-Dieselmotoren angetrieben, die das Schiff auf maximal 14,5 Knoten beschleunigen können. Der Rumpf besteht aus Stahl, die Aufbauten aus Aluminium. Details über die Inneneinrichtung wurden nicht bekannt gegeben. Neben einem Hubschrauberlandeplatz soll die Yacht über einen Konzertsaal für ein 50-köpfiges Orchester, ein Kino und eine Sauna-Landschaft verfügen.
Die über 8000 m² Fläche der Mega-Yacht verteilen sich auf sechs Decks. An Bord ist Platz für eine 150-köpfige Besatzung, die sich um die bis zu 65 Gäste kümmert.